# استیتن آیلند (فیلم)
استِیتن آیلند (انگلیسی: Staten Island) فیلمی در ژانر درام به کارگردانی جیمز دموناکو است که در سال ۲۰۰۹ منتشر شد. از بازیگران آن می‌توان به ایتن هاک، وینسنت دن آفریو، سیمور کاسل، جی. دی. دنیلز و جولیان نیکلسون اشاره کرد.